# Kahala (jezioro)
Kahala (est. Kahala järv) – jezioro na obszarze gminy Kuusalu w prowincji Harjumaa, w Estonii. Ma powierzchnię 345,2 hektarów, maksymalną głębokość 2,8 m. Pod względem powierzchni jest czternastym jeziorem w Estonii. Zdecydowana większość brzegów pokryta jest lasem.